# フレンシュロン
フレンシュロン(Frenchelon)は、フランスによる通信傍受、監視システムとその組織のことである。名前の通り、フランス版エシュロンであり、エシュロンに対抗してつくられたといえる。

## 概説
フランスの独自主義外交は、NATOとも一定距離を保つなどしたことから、情報活動の進歩において影響を与えた。イギリスが、アメリカと極めて密接な情報の相互協力関係を築いて、アメリカのみが持つ巨大な機構によって獲得された情報を得ることができるのに対し、フランスはその情報を得ることはできなかった。冷戦時代が終わるころには、フランスとアメリカの情報能力の差、特にシギント（電子諜報）とイミント（画像諜報）についてのフランスの遅れが明らかなものとなっていた。
冷戦後のヨーロッパと世界の情勢は、通常戦力と核戦力は削減しても、情報戦力の増強は急務とする認識を強めるものであった。独自外交をしようにも独自の情報がなければどうしようもないからである。エシュロンの存在が周知の事実となったことも、この方針を強めた。
フレンシュロンは軍事衛星による偵察、衛星と各地の施設による通信傍受、及びそれらの解読分析からなる。90年代の半ばには、冷戦終結時の軍事衛星や通信に関する予算が倍にされ、近代化、増強が図られた。

## 組織
より上位の対外治安総局（DGSE）の企画のもと、軍事偵察局が主に運用を司る。フランス軍には情報旅団があり、彼らは実際に作業に携わるフレンシュロンの担い手の一部でもある。

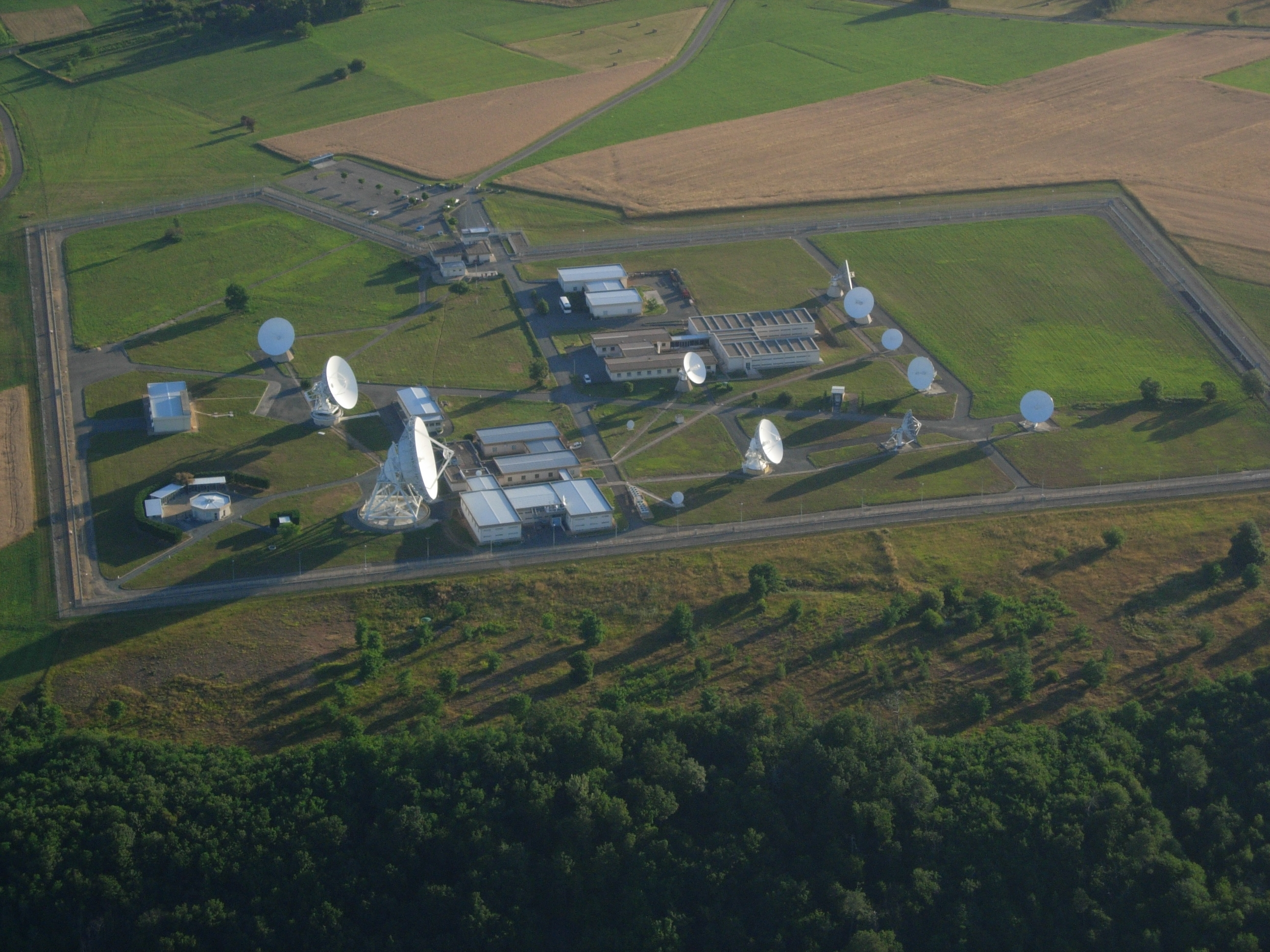
ドンムの施設の様子

- 通信傍受基地(本国)…パリに近いアリュエ・フュシュローユ（Alluets-Feucherolles）を除いていずれも国境に近い。
  - アリュエ・フュシュローユ、イヴリーヌ県
  - アグド（Agde）、エロー県
  - ムツィヒ（Mutzig）、バ＝ラン県
  - プラトー・ダルビオン（Plateau d'Albion）、アルプ＝ド＝オート＝プロヴァンス県　
  - サン・ローラン・ド・ラ・サランク（Saint-Laurent-de-la-Salanque）、ピレネー＝オリアンタル県　
  - フィリー兵舎（Filley Barracks）、アルプ＝マリティーム県、ニース
  - サリ・ソレンツァーラ（Sari-Solenzara）、コルス＝デュ＝シュド県

- 通信傍受基地 (海外)
  - サン・バルテルミー島 (カリブ海)
  - レユニオン (インド洋)
  - マヨット (インド洋) (衛星地上局もある)　
  - ジブチ共和国 (アフリカ北東部)

- 衛星制御・受信基地
  - ドンム（Domme）、ドルドーニュ県

- その他
  - ギアナ宇宙センター (南米北東部)
  - ニューカレドニア (南太平洋メラネシア)

- 情報収集艦
  - デュピュイ・ド・ローム
- 電子情報収集用航空機

## 状況
フランス政府がフレンシュロンの存在を公式に認めたことはなく、今後もしばらくはないと思われる。エシュロンがそうであるように、フレンシュロンも、経済情報収集に力を入れており、ただでさえ欧州連合によって製品規格制定の主導権を失ったりしている昨今、日本企業にとって警戒すべき存在である。
フレンシュロンは、実際にはその能力はエシュロンにかなり劣るものと考えられている。なにより規模が小さく、そこから来る差はやむをえない。エシュロンのような多国間共有が行えないことは、それ以上にフレンシュロンの能力を限定されたものにする。フランスはイギリスに秋波を送っているようであるが、現状の能力ではイギリスにとってアメリカからフランスにパートナーを移すメリットがない。むしろ警戒もされている。ただし、テロ情報については別で、その共有体制は欧米諸国でかなり高度化しており、通信傍受で得た情報が盛んにやり取りされている。
衛星部門(IMINT)について、フランスは興味深い体制でこれを運営していこうとしている。「ヘリオス」（HELIOS）と呼ばれる衛星シリーズは、欧州の他の国に呼びかけて資金を負担してもらい、代わりに衛星で得た情報を供給することになっている。これは、フランス単独ではもはや十分な衛星を打ち上げ、運営していく資金を負担しきれないからである。
- Helios-1A,1B(1995年、1999年打ち上げ成功)

はじめドイツとイギリスに共同開発を申し入れたが拒否される。イタリア、スペインと資金を分担して成立した。
- Helios-2A(2004年12月18日打ち上げ成功)

やはりドイツと共同で計画され、一時合意したが、後に頓挫。ベルギー、スペインと分担して成立。
- Helios-2B(2009年12月18日打ち上げ成功)

ドイツと合意に達する。イタリアも独自の保有計画を修正して再参加。ギリシャ参入。
HELIOSは偵察衛星としてだけでなく、シギント機能を付加して、衛星通信の傍受を可能とした。その能力は段階的に上昇していると見られている。